# Birkenbühl (Schwarzenbach an der Saale)
Birkenbühl ist ein Gemeindeteil der Stadt Schwarzenbach an der Saale im Landkreis Hof (Oberfranken, Bayern). Birkenbühl liegt in der Gemarkung Hallerstein.

## Geografie
Die Einöde liegt 300 m südöstlich der Förmitztalsperre und ist über eine Uferstraße zwischen Förmitz und Völkenreuth erreichbar. Zudem besteht ein Verbindungsweg nach Hallerstein. Birkenbühl ist Naherholungsgebiet und Anziehungspunkt für den Segelsport.

## Geschichte
Gegen Ende des 18. Jahrhunderts bestand Birkenbühl aus einem Anwesen. Die Hochgerichtsbarkeit stand dem bayreuthischen Stadtrichteramt Münchberg zu. Das bayreuthische Amt Hallerstein war Grundherr des Hauses.
Von 1797 bis 1810 unterstand Birkenbühl dem Justiz- und Kammeramt Münchberg. Infolge des Ersten Gemeindeedikts wurde Birkenbühl dem 1812 gebildeten Steuerdistrikt Hallerstein und der zugleich entstandenen Ruralgemeinde Hallerstein zugeordnet. Im Zuge der Gebietsreform in Bayern wurde Birkenbühl am 1. Juli 1976 in die Stadt Schwarzenbach an der Saale eingegliedert.

### Baudenkmal
Ein granitener Brunnentrog steht unter Denkmalschutz.

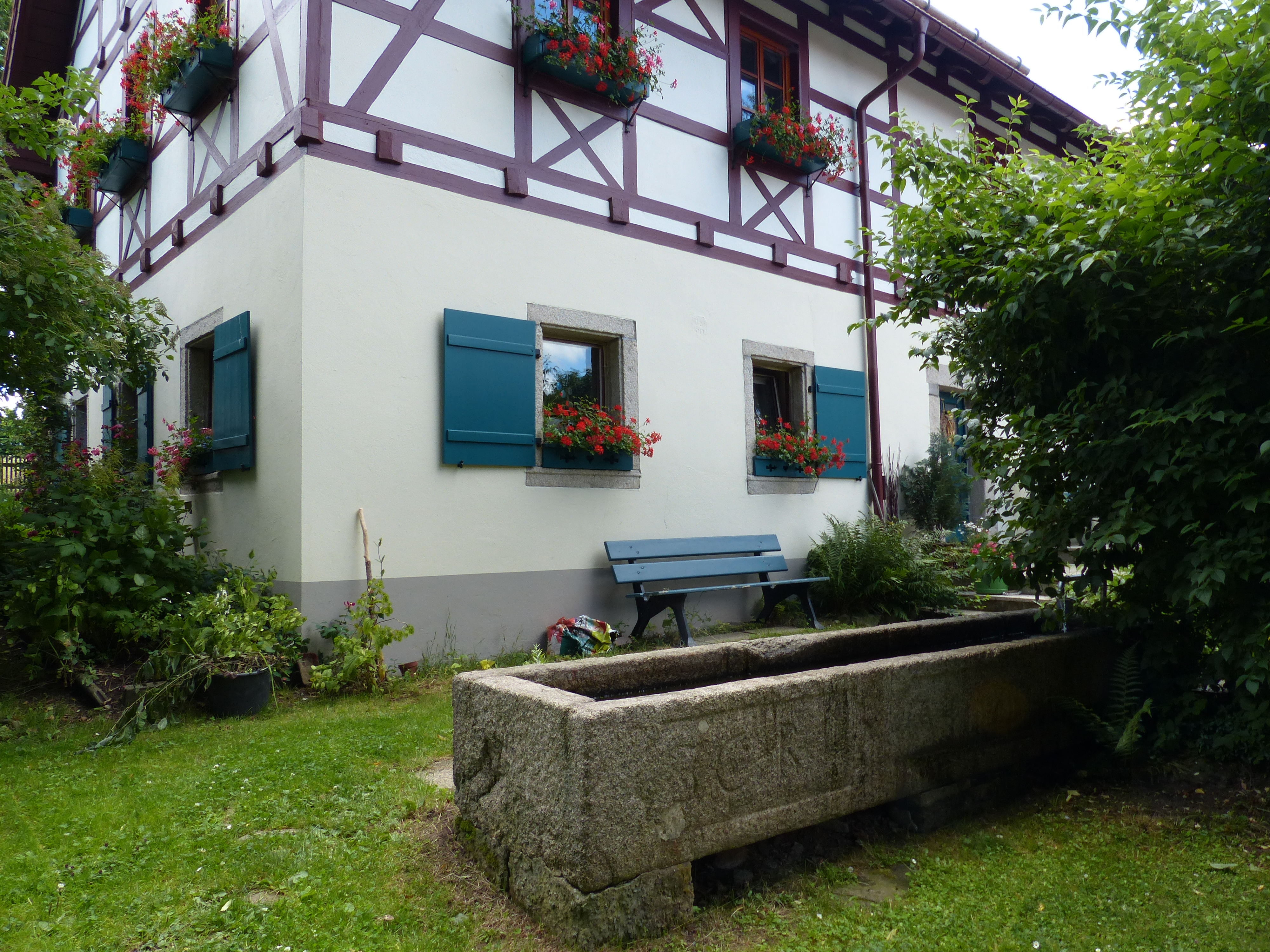
Granitener Brunnentrog

### Einwohnerentwicklung
| Jahr      | 1812  | 1819  | 1861   | 1871   | 1885   | 1900   | 1925   | 1950   | 1961   | 1970   | 1987  |
| Einwohner | *     | *     | 10     | 7      | 7      | 10     | 6      | 10     | 3      | 6      | 2     |
| Häuser    | *     |       |        |        | 1      | 1      | 1      | 1      | 1      |        | 1     |
| Quelle    | [ 6 ] | [ 9 ] | [ 10 ] | [ 11 ] | [ 12 ] | [ 13 ] | [ 14 ] | [ 15 ] | [ 16 ] | [ 17 ] | [ 1 ] |

## Religion
Birkenbühl ist bis heute nach Hallerstein gepfarrt und evangelisch-lutherisch geprägt.